# 服部製紙
服部製紙株式会社（はっとりせいし）は、愛媛県四国中央市金生町に本社を置く企業。

## 概要
大正3年（1914年）に服部常吉が手抄き和紙製造業として創業した。手すき和紙に始まり、紙テープ・七夕紙を経てトイレットペーパーやティッシュといった家庭紙に事業転換した。
かつてはトイレットペーパーが主力商品だったが、大手メーカーとの競争激化で苦戦し、シワ加工を多く施して吸収性を高めたキッチンペーパーなどにシフトした。現在は重曹電解水を使った掃除用品やキッチンペーパーなどのOEMを中心としている。アルカリ電解水の関連商品の分野では国内トップシェアを誇っている。

## 事業所
- 本社 - 愛媛県四国中央市金生町山田井171番地1
- 東京支店 - 東京都渋谷区渋谷2丁目1-5　青山第一田中ビル3階
- 大阪営業所 - 大阪府大阪市北区西天満3-4-4　イワイビル403号室
- 九州営業所 - 福岡県福岡市博多区博多駅南4-9-1　ファーストいずみビル2F
- 上海事務所 - 中華人民共和国上海市、中国(上海)自由貿易試験区 希雅路350号4層A部位
- 新町工場 - 愛媛県四国中央市上分町682番地
- 金生第一工場 - 愛媛県四国中央市金生町山田井171番地1
- 川之江工場 - 愛媛県四国中央市川之江町50番地

## 沿革
- 1914年 - 服部常吉が手抄き和紙の製造を開始。
- 1948年 - 1号抄紙機を導入し手抄きより機械抄へ転換。
- 1950年 - 「服部製紙株式会社」を設立。紙テープ・七夕紙の製造・販売を開始。
- 1967年 - 2号抄紙機を増設、2号本社加工場を建設し国内に先駆け、ソフトなトイレットペーパーの製造、販売に乗り出す。
- 1968年 - 3号本社加工場を建設し、白チリ製造・販売を開始。
- 1969年 - 再生パルプ製造を目的に愛媛パルプ協同組合が設立され、組合に加入する。
- 1972年 - 愛媛パルプ協同組合上質古紙パルプ（製品名BP）製造設備完成により同パルプ使用開始。
- 1973年 - 販売部門として、ふくべ商事を発足、兵庫県尼崎市に支店を開設。
- 1983年 - 金生第二工場建設、加工品製造開始。ティッシュペーパー製造・販売開始。
- 1984年 - 2号抄紙機、短網より丸網ジェットホーマーに改造。
- 1985年
  - イタリア、ペリーニ社製最新鋭トイレットペーパー用リワンダー機導入、エンボストイレットペーパー開発。
  - 愛媛パルプ協同組合最高級古紙パルプ（製品名SP）製造設備完成により同パルプ使用、新商品製造、販売開始。
- 1986年 - 上分工場建設。販売部門ふくべ商事を独立し、株式会社服部を設立。九州営業所を開設。
- 1987年 - 妻鳥化成株式会社を買収し、妻鳥工場としてウェットティッシュの製造・販売を開始。
- 1988年
  - 愛媛パルプ協同組合高級古紙パルプ（製品名AP）製造設備完成により同パルプ使用、新商品製造・販売開始。
  - 新商品アロエトイレット、アロエウェットティッシュ製造・販売開始。
- 1990年 - 株式会社服部の東京営業所を服部製紙の東京営業所として変更。
- 1991年 - 妻鳥工場を売却し、金生第一工場建設に着手。東京営業所を東京支店に変更。
- 1992年 - 金生第一工場完成。ウェットティッシュ加工専門として新設。化粧品製造認可工場として許可取得。
- 1994年 - 地球の王様シリーズで台所商品販売開始。
- 1995年 - 化粧品輸入販売業許可取得。
- 1997年 - WWF（世界自然保護基金）ライセンス商品販売開始。
- 1998年 - 強酸性電解水商品の製造・販売開始。トイレットペーパー新商品「四季の調」発売。
- 2001年
  - 強酸性電解水を化粧品新規原料（酸化精製酸水）として承認取得。
  - フェイスマスク、ケアシートを化粧品として販売開始。
  - アルカリ洗浄商品の製造・販売開始。
- 2002年 - ウェットティッシュピロータイプ加工、包装機を導入。
- 2003年 - 食用油処理用製品「かたづけポイ」の特許を取得。大阪営業所を開設。
- 2004年 - 市町村合併に伴い、本社を愛媛県川之江市上分682より愛媛県四国中央市金生町山田井171番地1に移転。ISO9001の認証取得。
- 2006年 - ローションティッシュ製造リワインダー新規導入。ウェットティッシュピロータイプ加工、包装機2号機導入。
- 2007年 - 医薬部外品製造許可取得。
- 2008年 - 「sndek」（スンデク）をブランドとして展開開始。
- 2009年 - ウェットティッシュピローハンディ加工機導入。
- 2012年 - 新ブランド「SO_SUI」（ソスイ）販売開始。化粧品作液設備導入（化粧品生産一貫体制をとる）。
- 2013年
  - フェイスマスク充填パック機導入。
  - 「SO_SUI」（ソスイ）フェイスマスク販売開始。
  - 中国へのアルカリ電解水クリーナー販売開始。
  - ウェットクリーナー・化粧品部門への注力の為、トイレットペーパー製造中止。
- 2015年 - 商社を通じ、カナダへアルカリ電解クリーナー40ftコンテナ出荷。中華人民共和国上海市に駐在員及び駐在事務室設置。
- 2016年 - フェイスマスク全自動加工機導入。
- 2017年 - 新町工場を拡張し抄紙機併設により、キッチンペーパー全行程自動機を導入。
- 2019年 - ISO22716認証取得
- 2022年 - 川之江工場竣工。